# 麟祥院
麟祥院（りんしょういん）は、東京都文京区湯島にある臨済宗妙心寺派の寺院。山号は天沢山。徳川家光の乳母として知られる春日局の菩提寺である。周囲にカラタチの生垣をめぐらせていたので「からたち寺」とも呼ばれる。妙心寺派江戸四箇寺の1つ。なお京都にある同名の妙心寺の塔頭・麟祥院も1634年（寛永11年）に徳川家光により春日局の菩提寺として建立されたものである。

## 歴史
1624年（寛永元年）、春日局の隠棲所として創建。境内地1万坪・寺領300石の御朱印状を拝領し徳川秀忠の御明御殿を賜り、殿堂を造立した。1630年（寛永7年）に野州宇都宮の興禅寺の渭川和尚の高徳であるのを局が聞き、当山の住職として拝請され開山となった。
はじめ、報恩山天沢寺と称したが、春日局の法号をもって「天澤山麟祥院」と号するようになる。
1887年（明治20年）には井上円了が、この寺の一棟を借りて哲学館（東洋大学の前身）を創立した。境内に「東洋大学発祥之地」の碑（1987年（昭和62年）建立）がある。明治時代には他にも数々の学校が境内に併設されていた。また当時の麟祥院には臨済大教校もあり、数々の名僧が学びの為に集っていた。
毎年10月14日に春日忌として春日局の法要を行っている。関東大震災で亡くなった中国人留学生の慰霊碑もある。

## 文化財
文京区指定有形文化財
- 十六羅漢図
- 春日局像
- 麟祥院文書・春日局書簡

文京区指定史跡
- 春日局墓

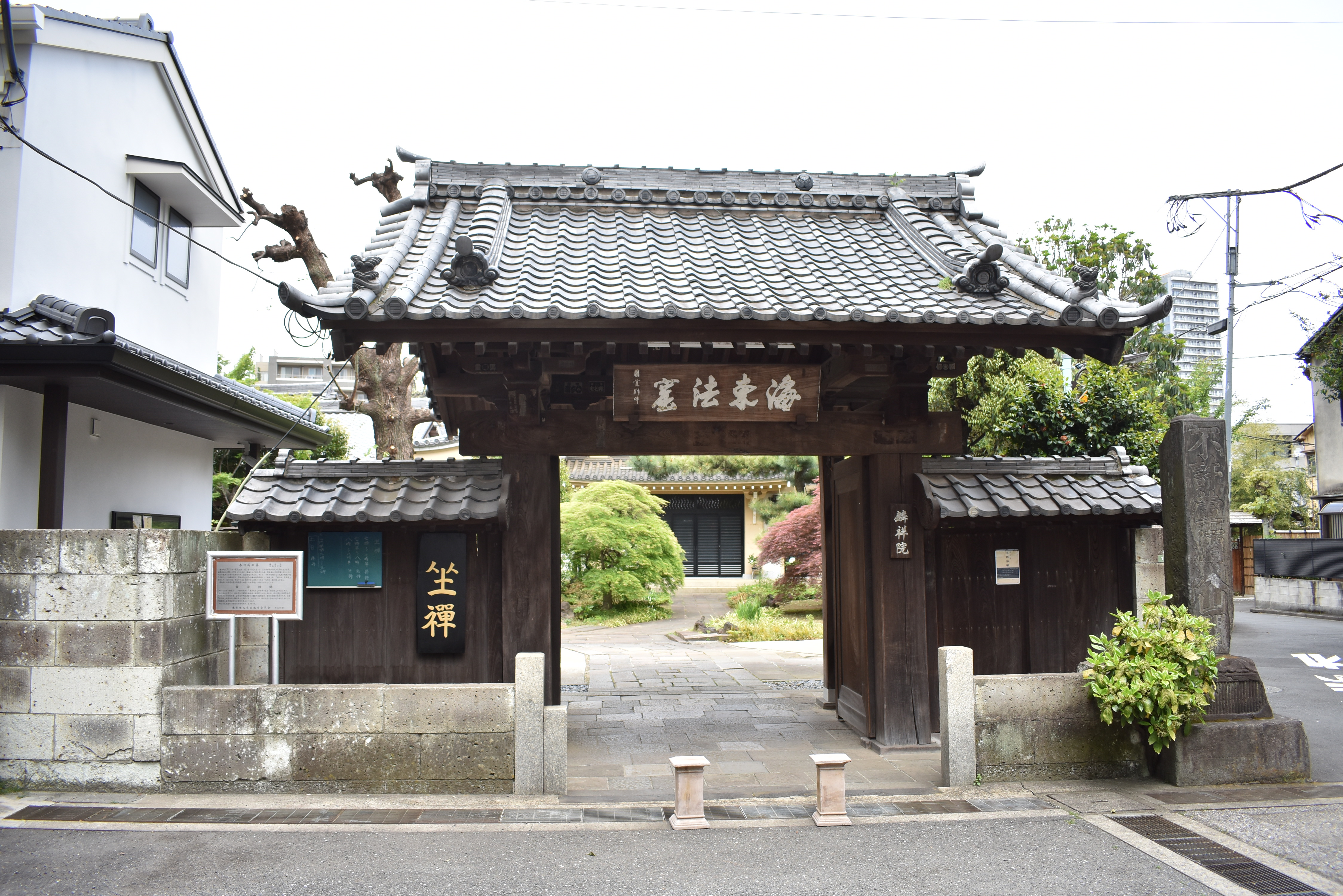
山門（2019年4月29日撮影）
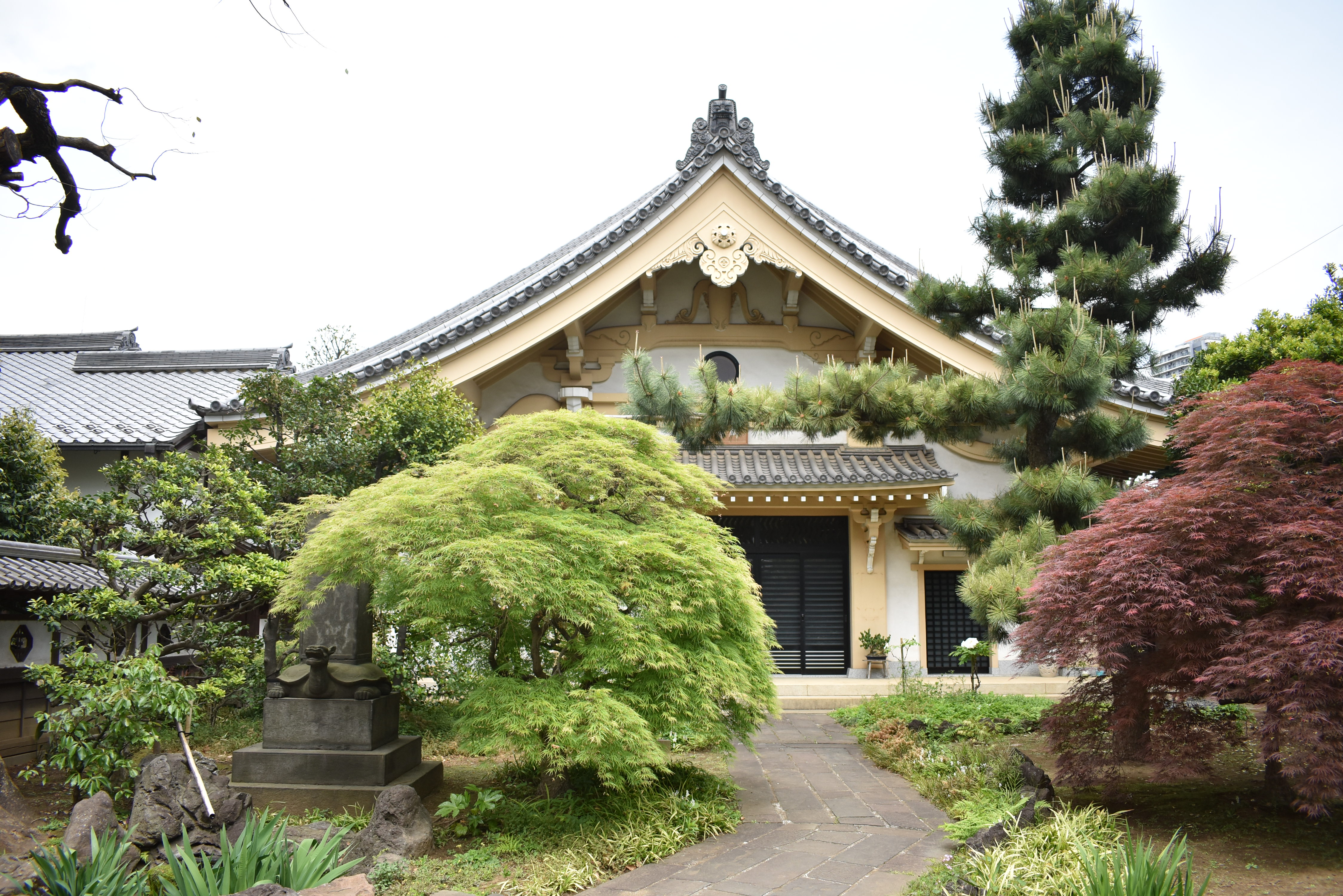
庫裡（2019年4月29日撮影）
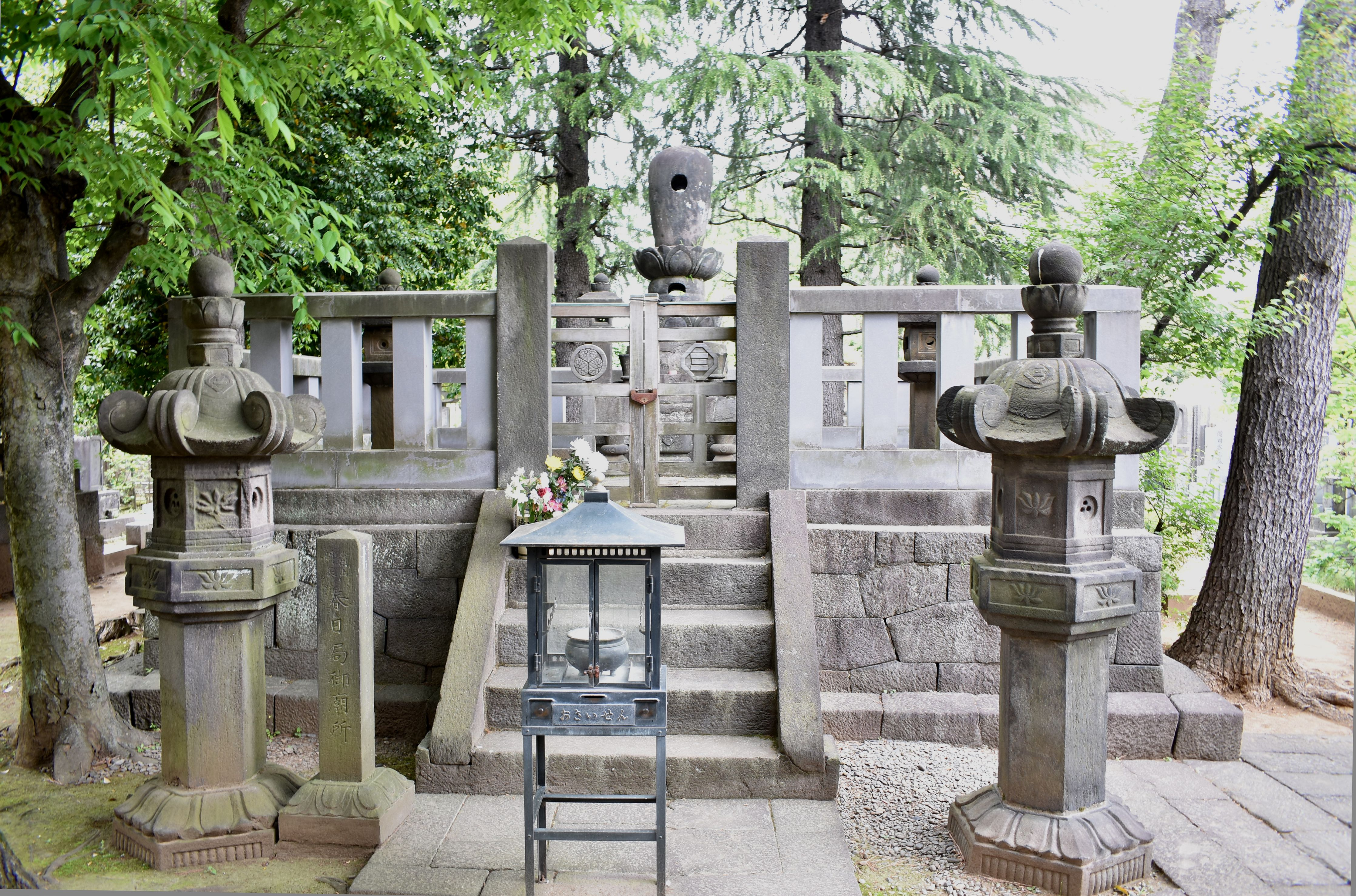
春日局の墓塔（2019年4月29日撮影）
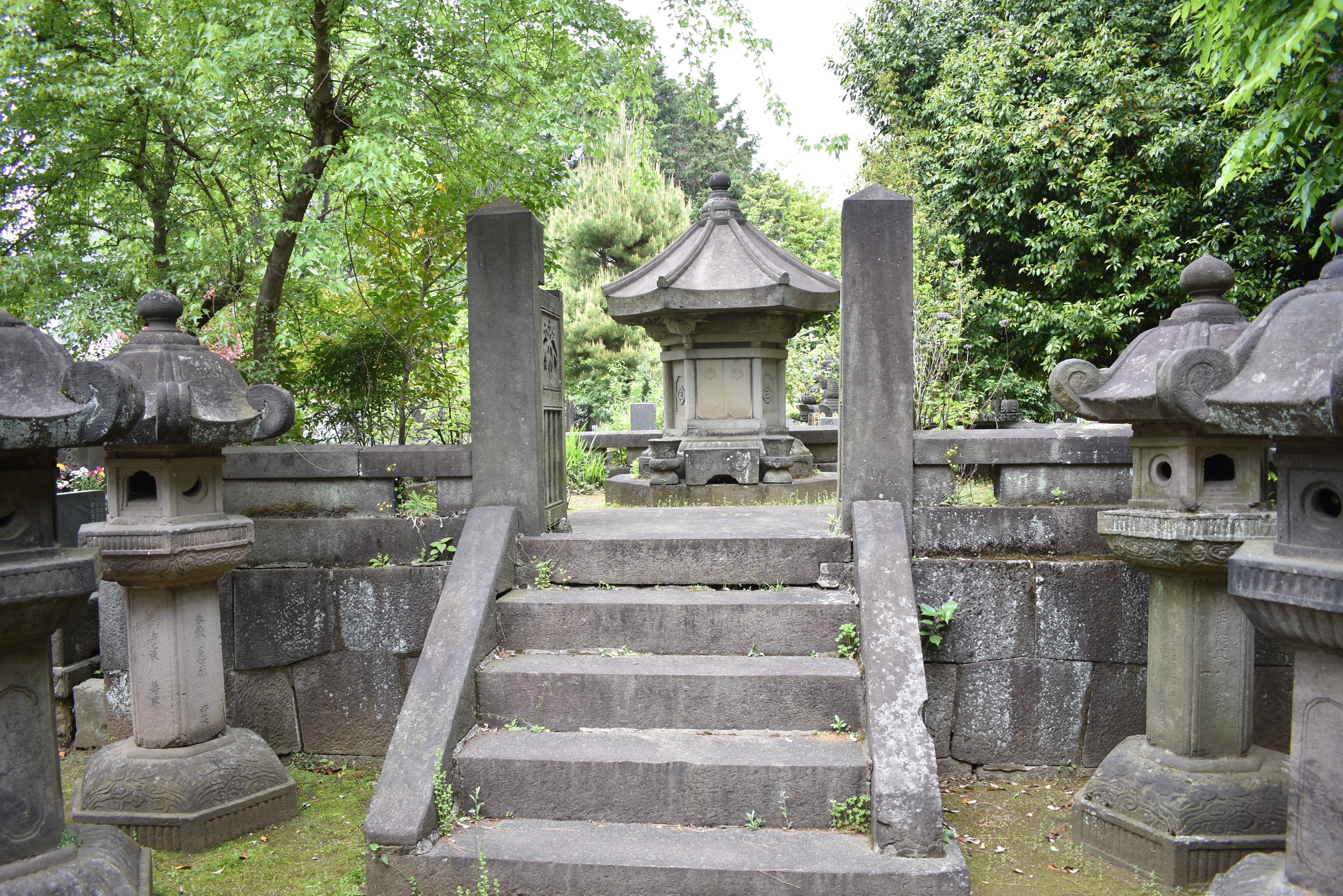
稲葉正則の正室（春日局の孫）万菊の墓（2019年4月29日撮影）
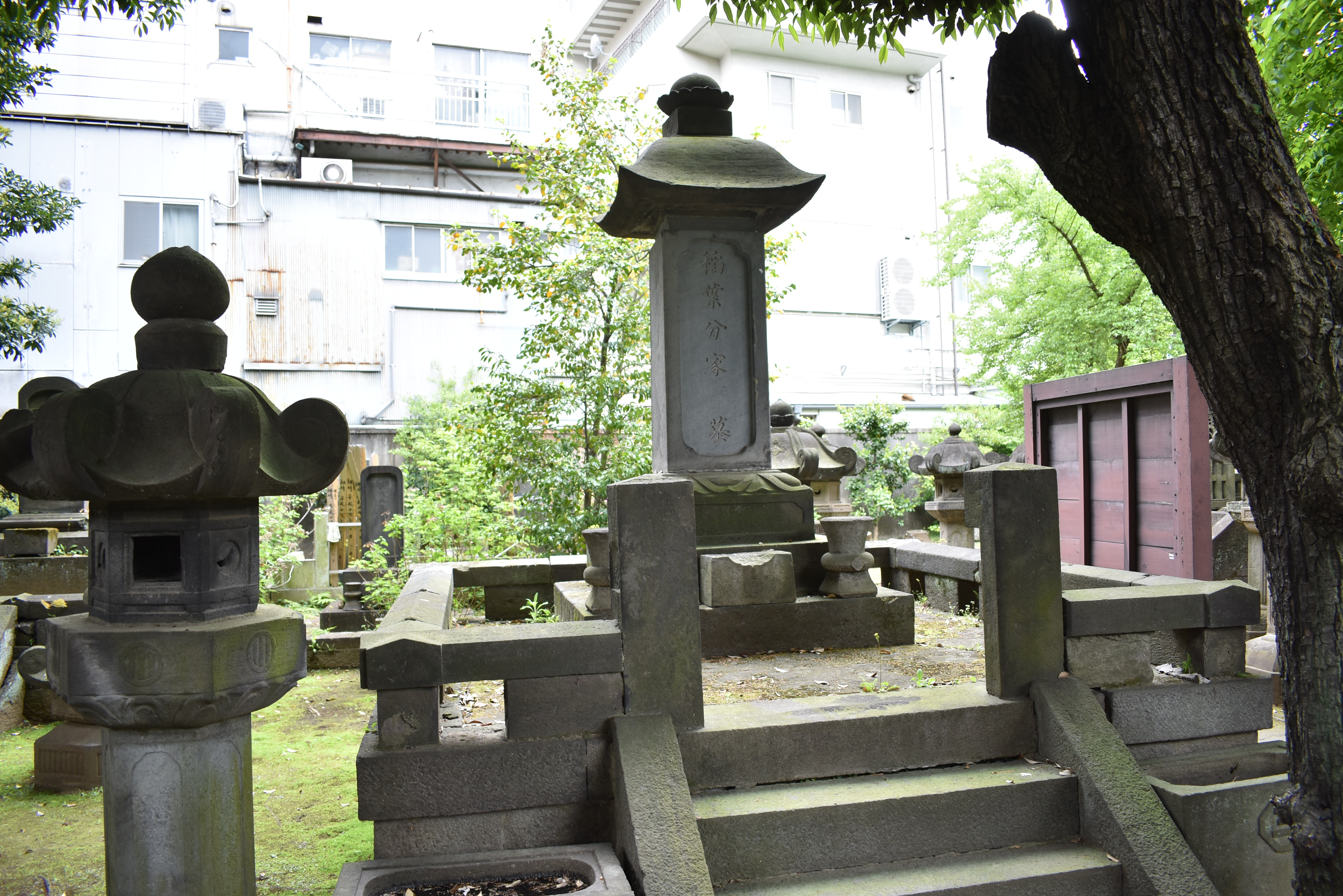
館山藩稲葉家分家の墓（2019年4月29日撮影）
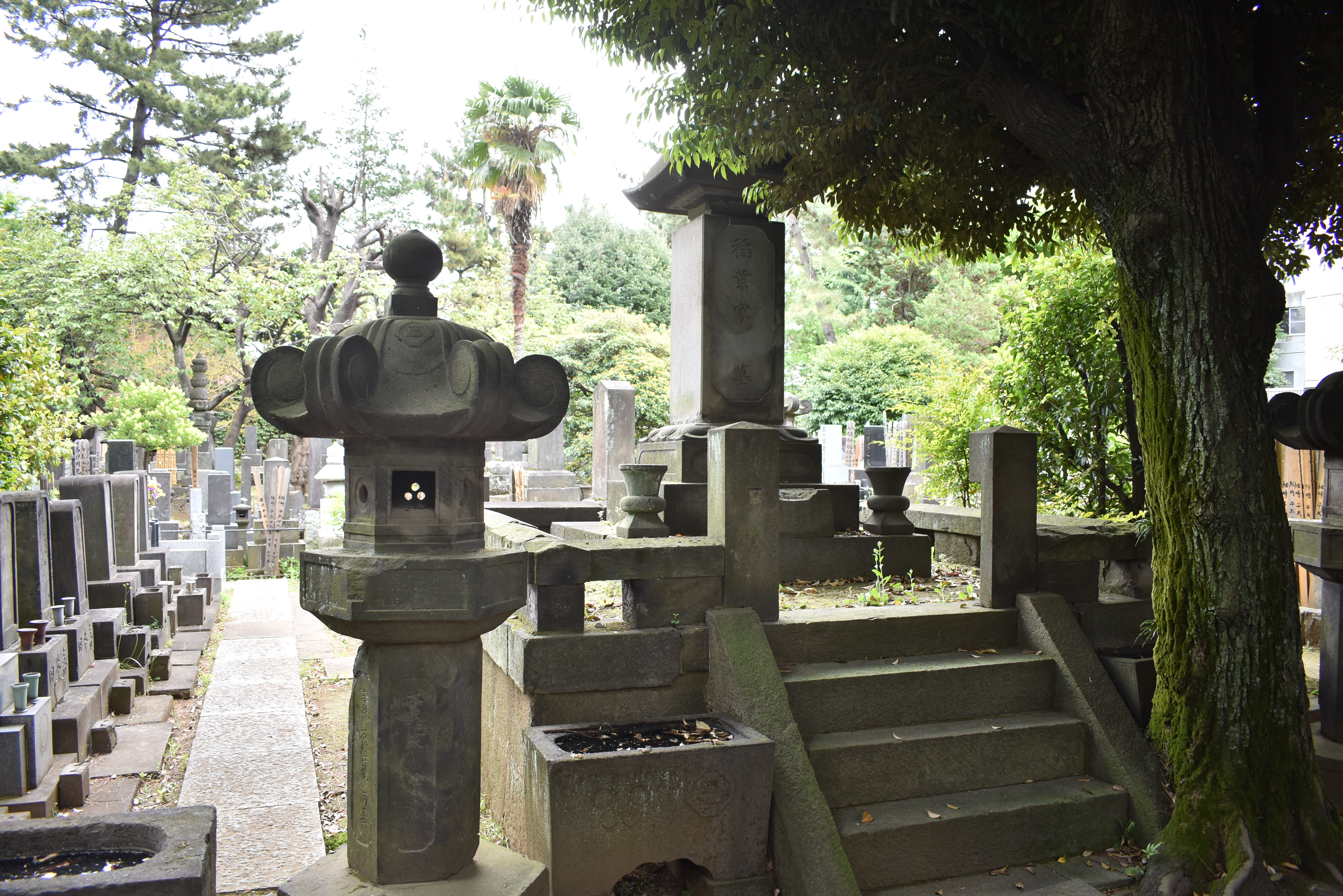
淀藩稲葉家の墓（2019年4月29日撮影）
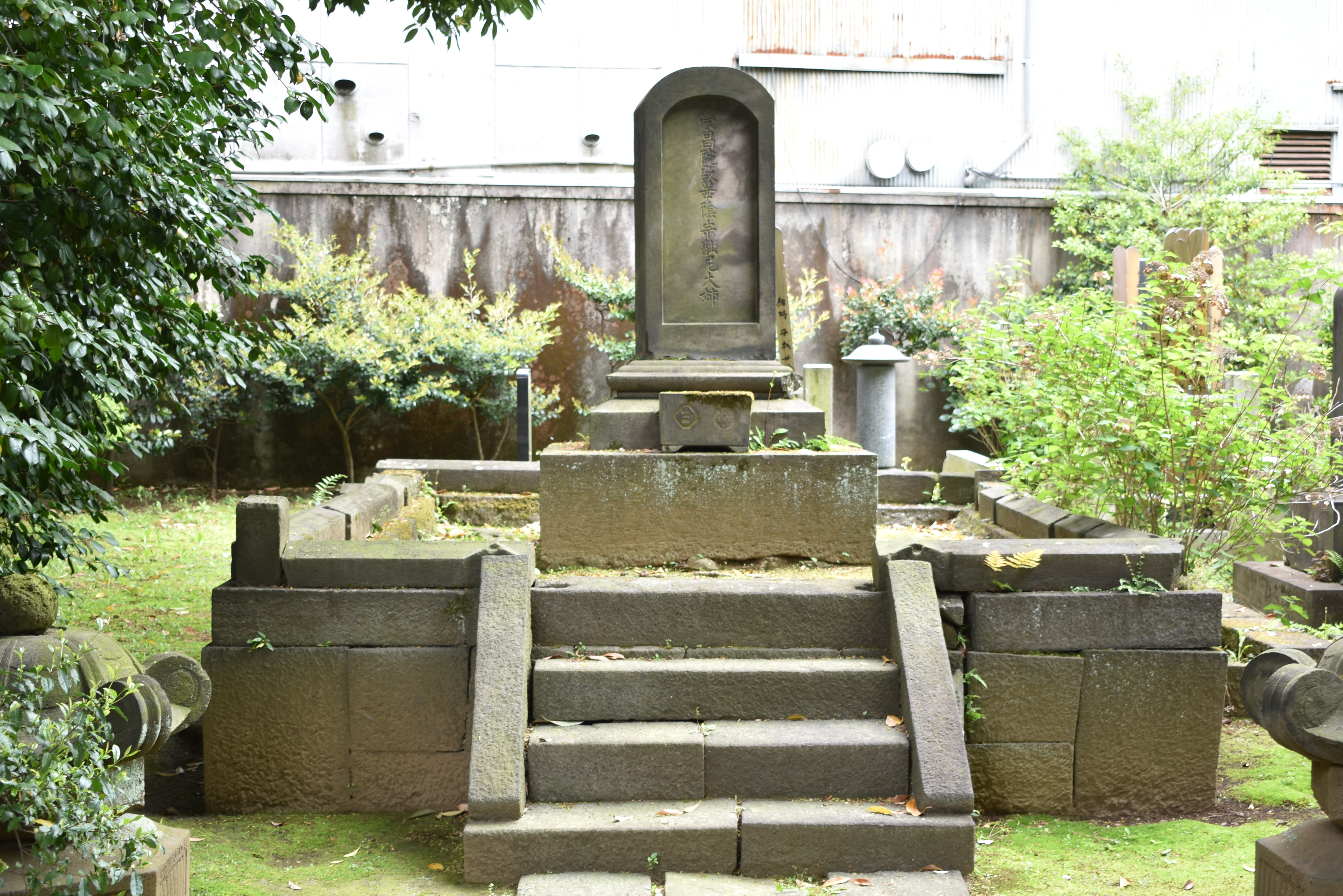
堀田正俊の正室（稲葉正則の娘）の墓（2019年4月29日撮影）
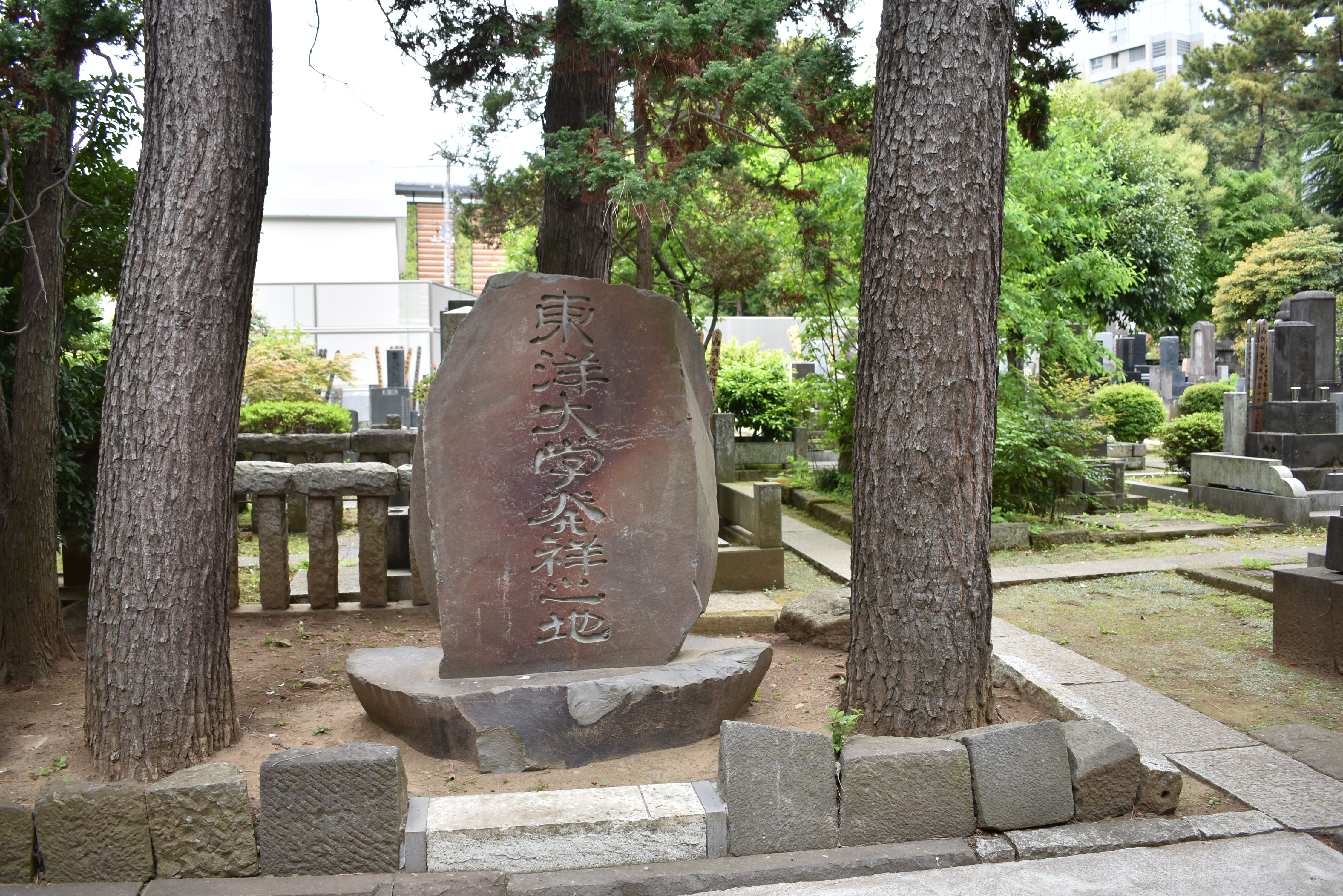
「東洋大学発祥之地」碑（2019年4月29日撮影）
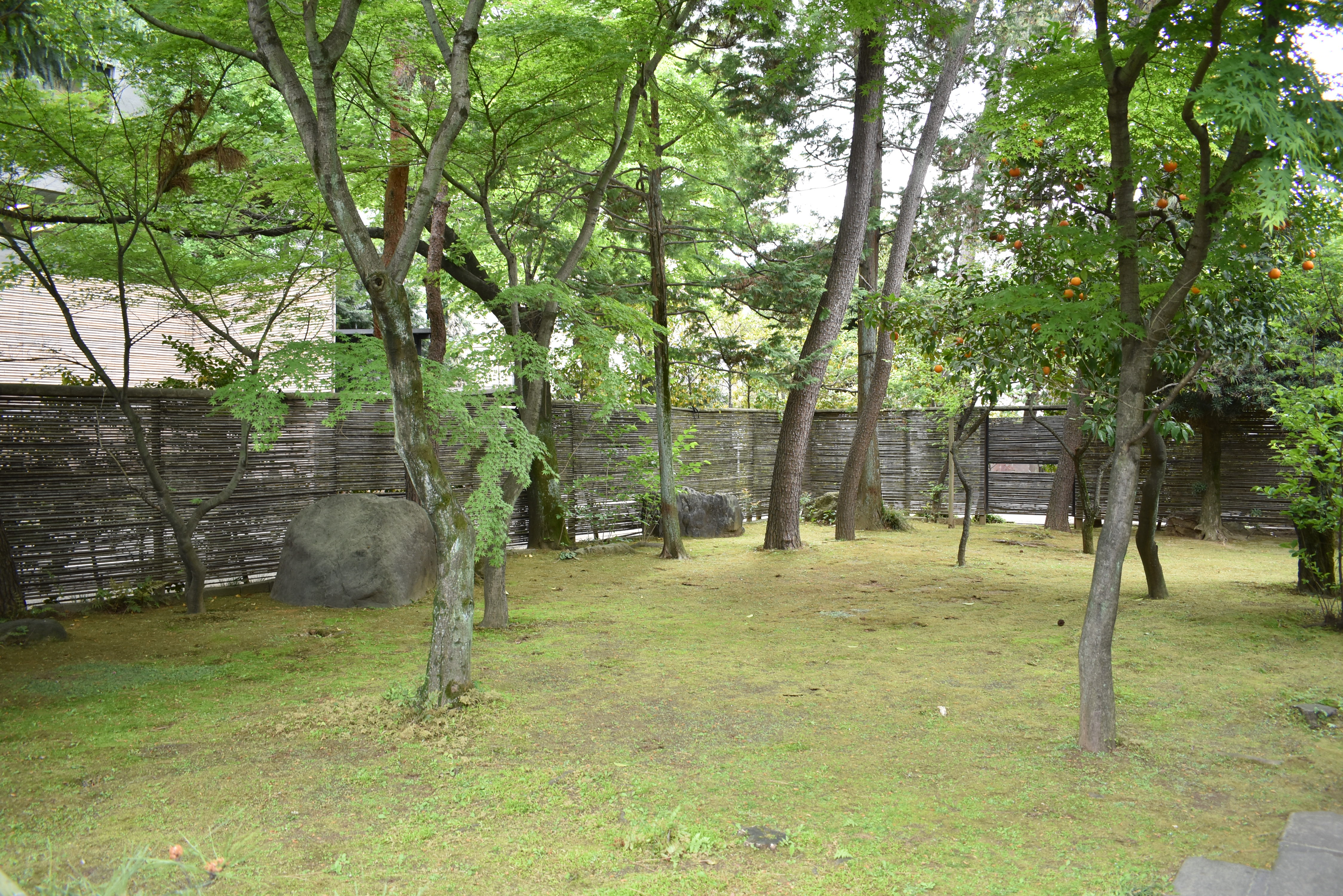
苔庭（2019年4月29日撮影）

## 交通
- 東京メトロ丸ノ内線・都営地下鉄大江戸線 本郷三丁目駅4番出口より徒歩5分（経路案内）。
- 東京メトロ千代田線 湯島駅1番出口より徒歩7分（経路案内）。